# Final de la Copa Mundial de Fútbol Sub-17 de 2011
La final de la Copa Mundial de Fútbol Sub-17 de 2011 se jugó el 10 de julio de 2011 en el Estadio Azteca de la Ciudad de México.
Luego de haber albergado la Final de la Copa Mundial de Fútbol de 1970 y la de Final de la Copa Mundial de Fútbol de 1986 en mayores,  la final de la Copa Mundial de Fútbol Juvenil de 1983 y la Copa FIFA Confederaciones 1999, el Estadio Azteca volvió a figurar en el partido más importante de un mundial, esta vez a nivel Sub-17.
Fue la primera vez que, siendo México país sede de una Copa Mundial, jugó la final. Esta sería la primera vez que un país sede de una Copa Mundial de Fútbol Sub-17 gana dicho campeonato y con paso perfecto.
|          | vs. |           |
| México 2 | vs. | Uruguay 0 |
| -------- | --- | --------- |

#### Ficha
| 1          | POR        | Jonathan Cubero     |     |
| 17         | DEF        | Gianni Rodríguez    |     |
| 2          | DEF        | Emiliano Velázquez  |     |
| 3          | DEF        | Gastón Silva        |     |
| 20         | DEF        | Alejandro Furia     |     |
| 6          | MED        | Maximiliano Moreira | 69' |
| 7          | MED        | Leonardo Pais       |     |
| 15         | MED        | Jim Varela          |     |
| 8          | MED        | Elbio Álvarez       |     |
| 10         | DEL        | Guillermo Méndez    | 78' |
| 11         | DEL        | Rodrigo Aguirre     | 25' |
| Entrenador | Entrenador | Fabián Coito        |     |

| 1          | POR        | Richard Sánchez      |                     |  |
| 2          | DEF        | Francisco Flores     |                     |  |
| 3          | DEF        | Antonio Briseño      | Jugador del partido |  |
| 4          | DEF        | Carlos Guzmán        |                     |  |
| 5          | DEF        | Jorge Caballero      |                     |  |
| 18         | MED        | José Tostado         | 62'                 |  |
| 6          | MED        | Kevin Escamilla      |                     |  |
| 7          | MED        | Jonathan Espericueta |                     |  |
| 10         | MED        | Arturo González      |                     |  |
| 9          | DEL        | Carlos Fierro        | 85'                 |  |
| 11         | DEL        | Marco Bueno          | 74'                 |  |
| Entrenador | Entrenador | Raúl Gutiérrez       |                     |  |

| 19 | DEL | Juan San Martín    | 25' |
| 18 | MED | Sebastián Canobra  | 69' |
| 16 | MED | Santiago Charamoni | 78' |

| 8  | MED | Julio Gómez      | 62' |
| 20 | MED | Marcelo Gracia   | 74' |
| 17 | DEL | Giovani Casillas | 85' |
|    |     |                  |     |

|  |

| Anotado | 31'    | Antonio Briseño   |
| Anotado | 90'+2' | Giovanni Casillas |

| Amonestado | 29' | Guillermo Méndez |
| Amonestado | 56' | Gastón Silva     |
| Amonestado | 85' | Jonathan Cubero  |

|  |

| Árbitro:             | Svein Oddvar Moen |
| Árbitros asistentes: | Kim Haglund       |
| Árbitros asistentes: | Erwin Zeinstra    |
| Cuarto árbitro       | Bas Nijhuis       |
|                      |                   |

| 1          | POR        | Jonathan Cubero     |     |
| 17         | DEF        | Gianni Rodríguez    |     |
| 2          | DEF        | Emiliano Velázquez  |     |
| 3          | DEF        | Gastón Silva        |     |
| 20         | DEF        | Alejandro Furia     |     |
| 6          | MED        | Maximiliano Moreira | 69' |
| 7          | MED        | Leonardo Pais       |     |
| 15         | MED        | Jim Varela          |     |
| 8          | MED        | Elbio Álvarez       |     |
| 10         | DEL        | Guillermo Méndez    | 78' |
| 11         | DEL        | Rodrigo Aguirre     | 25' |
| Entrenador | Entrenador | Fabián Coito        |     |

| 1          | POR        | Richard Sánchez      |                     |  |
| 2          | DEF        | Francisco Flores     |                     |  |
| 3          | DEF        | Antonio Briseño      | Jugador del partido |  |
| 4          | DEF        | Carlos Guzmán        |                     |  |
| 5          | DEF        | Jorge Caballero      |                     |  |
| 18         | MED        | José Tostado         | 62'                 |  |
| 6          | MED        | Kevin Escamilla      |                     |  |
| 7          | MED        | Jonathan Espericueta |                     |  |
| 10         | MED        | Arturo González      |                     |  |
| 9          | DEL        | Carlos Fierro        | 85'                 |  |
| 11         | DEL        | Marco Bueno          | 74'                 |  |
| Entrenador | Entrenador | Raúl Gutiérrez       |                     |  |

| 19 | DEL | Juan San Martín    | 25' |
| 18 | MED | Sebastián Canobra  | 69' |
| 16 | MED | Santiago Charamoni | 78' |

| 8  | MED | Julio Gómez      | 62' |
| 20 | MED | Marcelo Gracia   | 74' |
| 17 | DEL | Giovani Casillas | 85' |
|    |     |                  |     |

|  |

| Anotado | 31'    | Antonio Briseño   |
| Anotado | 90'+2' | Giovanni Casillas |

| Amonestado | 29' | Guillermo Méndez |
| Amonestado | 56' | Gastón Silva     |
| Amonestado | 85' | Jonathan Cubero  |

|  |

| Árbitro:             | Svein Oddvar Moen |
| Árbitros asistentes: | Kim Haglund       |
| Árbitros asistentes: | Erwin Zeinstra    |
| Cuarto árbitro       | Bas Nijhuis       |
|                      |                   |

|  |

| \| Estadísticas \| \| \| \| Tiros \| 15 \| 23 \| \| Tiros al arco \| 7 \| 4 \| \| Faltas \| 13 \| 13 \| \| Saques de esquina \| 4 \| 7 \| \| Tiros libres al arco \| 3 \| 3 \| \| Penales \| 0 \| 0 \| \| Fueras de juego \| 0 \| 3 \| \| Posesión del balón \| 50% \| 50% \| |                    |                   |
| |                    |                   |
| Estadísticas | Bandera de Uruguay | Bandera de México |
| Tiros | 15                 | 23                |
| Tiros al arco | 7                  | 4                 |
| Faltas | 13                 | 13                |
| Saques de esquina | 4                  | 7                 |
| Tiros libres al arco | 3                  | 3                 |
| Penales | 0                  | 0                 |
| Fueras de juego | 0                  | 3                 |
| Posesión del balón | 50%                | 50%               |